# Monacos Grand Prix 1978

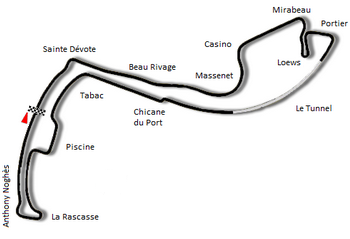
Bansträckningen 1978

Monacos Grand Prix 1978 var det femte av 16 lopp ingående i formel 1-VM 1978.  

## Resultat
1. Patrick Depailler, Tyrrell-Ford, 9 poäng
2. Niki Lauda, Brabham-Alfa Romeo, 6
3. Jody Scheckter, Wolf-Ford, 4
4. John Watson, Brabham-Alfa Romeo, 3
5. Didier Pironi, Tyrrell-Ford, 2
6. Riccardo Patrese, Arrows-Ford, 1
7. Patrick Tambay, McLaren-Ford
8. Carlos Reutemann, Ferrari
9. Emerson Fittipaldi, Fittipaldi-Ford
10. Jean-Pierre Jabouille, Renault
11. Mario Andretti, Lotus-Ford

### Förare som bröt loppet
- Gilles Villeneuve, Ferrari (varv 62, olycka)
- Ronnie Peterson, Lotus-Ford (56, växellåda)
- James Hunt, McLaren-Ford (43, hantering)
- Rolf Stommelen, Arrows-Ford (38, illamående)
- Alan Jones, Williams-Ford (29, oljeläcka)
- Jacky Ickx, Ensign-Ford (27, bromsar)
- Hans-Joachim Stuck, Shadow-Ford (24, olycka)
- Jacques Laffite, Ligier-Matra (13, växellåda)
- Rupert Keegan, Surtees-Ford (8, transmission)

### Förare som ej kvalificerade sig
- Jochen Mass, ATS-Ford
- Clay Regazzoni, Shadow-Ford
- Jean-Pierre Jarier, ATS-Ford
- Vittorio Brambilla, Surtees-Ford

### Förare som ej förkvalificerade sig
- Keke Rosberg, Theodore-Ford
- Derek Daly, Hesketh-Ford
- René Arnoux, Martini-Ford
- Hector Rebaque, Rebaque (Lotus-Ford)
- Brett Lunger, BS Fabrications (McLaren-Ford)
- Arturo Merzario, Merzario-Ford